# Heinrich von Lützow
Heinrich von Lützow: Oficial militar alemán al servicio de Venezuela. Fue un voluntario alemán durante la Guerra de Independencia venezolana. Alcanzó el grado de General de División, permaneció en el Ejército venezolano hasta su muerte. Su nombre se castellanizó a "Enrique Luzón". Sus restos reposan en el Panteón Nacional, en Caracas.